# 観音寺市立大野原中学校
観音寺市立大野原中学校（かんおんじしりつ おおのはらちゅうがっこう）は、香川県観音寺市大野原町にある公立中学校。略称「大中（だいちゅう）」。
同じ大野原町内の、大野原小学校から入学。

## 校舎
2010年に耐震補強工事が完成した。冷暖房完備。設定温度10℃以下の場合18℃・30℃以上の場合20℃。職員室・校長室・事務室・生徒会室・理科室（3）・美術室・音楽室・技術室・機械室・調理室・被服室・図書室・パソコン教室・ラーニングルーム（会議室）・社会科教室・保健室・各学年に1つTTルーム（少人数授業などで使用）・各学年に一つ5組・相談室・保健室・ボランティアルーム・体育館

## 学級
1学年3～4クラスの28～35人程度となっている。担任・副担任がいる。

## 部活動
体育系
- 陸上競技部（男女）
- 野球部（男子）
- ソフトテニス部（男女）
- 卓球部（男女）
- バスケットボール部（男女）
- バレーボール部（女子）
- 剣道部（男女）
- 新体操部（女子）

文化系
- 美術部
- 家庭科部
- 音楽部
- パソコン部

## 主な行事
- 4月
  - 入学式
  - 3年修学旅行（沖縄）
- 5月
  - 遠足
  - 1年屋島集団宿泊学習
  - 運動会
- 6月
  - 生徒総会
  - 1、2年たまねぎ収穫
  - 1、2年田植え
  - 3年菊作り
- 7月
  - 部活動壮行会
- 8月
  - ひうち荘訪問
  - オーストラリア海外派遣（ホームステイ）
  - 大中クリーンアップ
- 10月
  - 稲刈り
- 11月
  - ラブ・ジ・アース（合唱コンクール）

平成27年度ラブ・ジ・アース優勝  3年1組
消えた八月
- 1月
  - 私立高校入試
- 2月
  - 公立自己推薦入試
  - 入学説明会
  - 3年保育実習
- 3月
  - 公立一般入試
  - 公立定時制入試
  - 卒業式
  - 修了式
  - 離任式

### 修学旅行
平和の礎
ひめゆりの塔
国際通り
美ら海水族館
むら咲むら
万座毛
古宇利島

### その他行事
- 職場体験学習（2年）
- 屋島集団宿泊学習（1年）
- 菊作り（3年）
- たまねぎ作り（1、2年）
- 田植え・稲刈り（1、2年）

## ボランティア活動
- ひうち荘訪問
- 街頭募金
- あいさつボランティア
- 清掃ボランティア
- 大中クリーンアップ

## 通学区域が隣接している学校
- 観音寺市立豊浜中学校
- （愛媛県）四国中央市立川之江北中学校
- （愛媛県）四国中央市立川之江南中学校
- （徳島県）三好市立池田中学校
- 観音寺市立中部中学校